# Persone di cognome Nilsson
| Questa pagina contiene informazioni ricavate automaticamente dalle voci biografiche con l'ausilio del template Bio e di un bot. L'aggiornamento è periodico e automatico e ricostruisce completamente la pagina. Se manca una persona in questa lista, sei pregato di non aggiungerla, ma accertati piuttosto che la sua voce biografica contenga il template Bio e che i dati anagrafici siano correttamente compilati. Se il template Bio manca, inseriscilo tu stesso o, in alternativa, metti l'avviso {{tmp\|Bio}} che ne segnala la mancanza. Se i dati riportati sono sbagliati, correggi direttamente la voce biografica; le modifiche saranno visibili in questa lista entro pochi giorni. Per chiarimenti vedi il progetto antroponimi. La lista contiene solo le 86 persone che sono citate nell'enciclopedia e per le quali è stato implementato correttamente il template Bio. Pagina aggiornata al 7 ago 2025. |

Questa è una lista di persone presenti nell'enciclopedia che hanno il cognome Nilsson, suddivise per attività principale.

## Allenatori di calcio(3)
- Roland Nilsson, allenatore di calcio e ex calciatore svedese (Helsingborg, n. 1963)
- Torbjörn Nilsson, allenatore di calcio e ex calciatore svedese (Västerås, n. 1954)
- Rikard Nilsson, allenatore di calcio e ex calciatore svedese (Vänersborg, n. 1983)

## Allenatori di pallacanestro(1)
- Lars-Åke Nilsson, allenatore di pallacanestro e dirigente sportivo svedese (Stoccolma, n. 1923 - Stoccolma, † 2020)

## Allenatori di sci alpino(1)
- Anders Nilsson, allenatore di sci alpino e ex sciatore alpino svedese (n. 1980)

## Altiste(1)
- Engla Nilsson, altista svedese (n. 2005)

## Altisti(2)
- Bengt Nilsson, altista svedese (Härnösand, n. 1934 - Solna, † 2018)
- Kjell-Åke Nilsson, ex altista svedese (Östmark, n. 1942)

## Attori(1)
- Jesse Nilsson, attore canadese (n. 1977 - North York, † 2003)

## Attrici(3)
- Anna Q. Nilsson, attrice svedese (Ystad, n. 1888 - Hemet, † 1974)
- Inger Nilsson, attrice e cantante svedese (Kisa, n. 1959)
- Maj-Britt Nilsson, attrice svedese (Stoccolma, n. 1924 - Cannes, † 2006)

## Attrici teatrali(1)
- Kirsten Nilsson, attrice teatrale tedesca (Voigtsdorf, n. 1931 - Monaco di Baviera, † 2017)

## Batteristi(1)
- Hans Nilsson, batterista svedese (Göteborg, n. 1972)

## Biatlete(3)
- Anna Maria Nilsson, ex biatleta svedese (Östersund, n. 1983)
- Emma Nilsson, biatleta svedese (Gräsmark, n. 1993)
- Stina Nilsson, ex biatleta e ex fondista svedese (Malung, n. 1993)

## Calciatori(22)
- Alexander Nilsson, ex calciatore svedese (n. 1990)
- Gustaf Nilsson, calciatore svedese (Falkenberg, n. 1997)
- Hampus Nilsson, ex calciatore svedese (Osby, n. 1990)
- Joel Nilsson, calciatore svedese (n. 1994)
- Lasse Nilsson, ex calciatore svedese (Borlänge, n. 1982)
- Robin Nilsson, calciatore svedese (Tomelilla, n. 1988)
- Tobias Nilsson, ex calciatore svedese (Onslunda, n. 1986)
- Andreas Nilsson, calciatore svedese (Malmö, n. 1910 - Malmö, † 2011)
- Bengt Nilsson, ex calciatore svedese (n. 1957)
- Erik Nilsson, calciatore svedese (Malmö, n. 1916 - Höllviken, † 1995)
- Harry Nilsson, calciatore svedese (Landskrona, n. 1916 - Solna, † 1993)
- Joakim Nilsson, ex calciatore svedese (Landskrona, n. 1966)
- Joakim Nilsson, calciatore svedese (Härnösand, n. 1994)
- Knut Nilsson, calciatore svedese (Stoccolma, n. 1887 - Stoccolma, † 1959)
- Lennart Nilsson, ex calciatore svedese (n. 1959)
- Marcus Nilsson, ex calciatore svedese (Helsingborg, n. 1988)
- Mikael Nilsson, ex calciatore svedese (Ovesholm, n. 1978)
- Mikael Nilsson, ex calciatore svedese (Falköping, n. 1968)
- Per Nilsson, ex calciatore svedese (Härnösand, n. 1982)
- Peter Nilsson, ex calciatore svedese (Lycksele, n. 1958)
- Rhonny Nilsson, ex calciatore svedese (Sveg, n. 1958)
- Stellan Nilsson, calciatore svedese (Lund, n. 1922 - Malmö, † 2003)

## Calciatrici(3)
- Lina Nilsson, ex calciatrice svedese (Ystad, n. 1987)
- Lone Nilsson, ex calciatrice danese (Ballerup, n. 1956)
- Sara Nilsson, calciatrice svedese (n. 1995)

## Canoisti(1)
- Henrik Nilsson, canoista svedese (Nyköping, n. 1976)

## Cantanti(3)
- Tove Lo, cantante, compositrice e attrice svedese (Helsingborg, n. 1987)
- Tommy Nilsson, cantante svedese (Solna, n. 1960)
- Lisa Nilsson, cantante svedese (Tyresö, n. 1970)

## Cantautori(1)
- Harry Nilsson, cantautore e musicista statunitense (New York, n. 1941 - Agoura Hills, † 1994)

## Cicliste su strada(1)
- Hanna Nilsson, ciclista su strada svedese (Kristianstad, n. 1992)

## Ciclisti su strada(1)
- Sven-Åke Nilsson, ex ciclista su strada svedese (Malmö, n. 1951)

## Culturisti(1)
- Kjell Nilsson, ex culturista, ex sollevatore e attore svedese (Göteborg, n. 1949)

## Dirigenti sportivi(1)
- Robert Nilsson, dirigente sportivo e ex calciatore norvegese (Fredrikstad, n. 1949)

## Filologi(1)
- Martin Persson Nilsson, filologo classico, grecista e storico delle religioni svedese (Stoby, n. 1874 - Lund, † 1967)

## Fondiste(1)
- Astrid Nilsson, ex fondista svedese

## Fondisti(1)
- Sigurd Nilsson, fondista svedese

## Fotografi(1)
- Pål Nils Nilsson, fotografo svedese (Roma, n. 1929 - Värmdö, † 2002)

## Giavellottisti(1)
- Otto Nilsson, giavellottista e discobolo svedese (Göteborg, n. 1879 - Göteborg, † 1960)

## Ginnasti(1)
- Per Nilsson, ginnasta svedese (Stoccolma, n. 1890 - Stoccolma, † 1964)

## Hockeisti su ghiaccio(4)
- Anders Nilsson, hockeista su ghiaccio svedese (Luleå, n. 1990)
- Kent Nilsson, ex hockeista su ghiaccio svedese (Nynäshamn, n. 1956)
- Nisse Nilsson, hockeista su ghiaccio svedese (Forshaga, n. 1936 - Karlstad, † 2017)
- Robert Nilsson, ex hockeista su ghiaccio svedese (Calgary, n. 1985)

## Informatici(1)
- Nils Nilsson, informatico statunitense (Saginaw, n. 1933 - Medford, † 2019)

## Lottatori(3)
- Ernst Nilsson, lottatore svedese (Malmö, n. 1891 - Malmö, † 1971)
- Karl-Erik Nilsson, lottatore svedese (Stehag, n. 1922 - Malmö, † 2017)
- Tor Nilsson, lottatore svedese (Lund, n. 1919 - Lund, † 1989)

## Musiciste(1)
- Molly Nilsson, musicista e produttrice discografica svedese (Stoccolma, n. 1984)

## Nuotatrici(1)
- Carin Nilsson, nuotatrice svedese (Stoccolma, n. 1904 - Branchville, † 1999)

## Pallamanisti(1)
- Andreas Nilsson, pallamanista svedese (Trelleborg, n. 1990)

## Pallavolisti(1)
- Marcus Nilsson, pallavolista svedese (Torup, n. 1982)

## Pattinatori di velocità su ghiaccio(1)
- Jonny Nilsson, pattinatore di velocità su ghiaccio svedese (Göteborg, n. 1943 - † 2022)

## Piloti automobilistici(1)
- Gunnar Nilsson, pilota automobilistico svedese (Helsingborg, n. 1948 - Londra, † 1978)

## Politici(1)
- Jens Nilsson, politico svedese (Västervik, n. 1948 - Bruxelles, † 2018)

## Pugili(2)
- Arto Nilsson, pugile finlandese (Helsinki, n. 1948 - † 2019)
- Gunnar Nilsson, pugile svedese (n. 1923 - † 2005)

## Schermidori(1)
- Fredrik Nilsson, schermidore svedese (n. 1973)

## Sciatori alpini(3)
- Jonas Nilsson, ex sciatore alpino svedese (Hedemora, n. 1963)
- Lars Nilsson, ex sciatore alpino svedese
- Niklas Nilsson, ex sciatore alpino svedese (n. 1970)

## Sciatori nordici(1)
- Mattias Nilsson, ex sciatore nordico svedese (Östersund, n. 1982)

## Sciatrici alpine(2)
- Camilla Nilsson, ex sciatrice alpina svedese (Östersund, n. 1967)
- Lillian Nilsson, ex sciatrice alpina svedese (n. 1947)

## Slittinisti(1)
- Jan Nilsson, ex slittinista svedese (Ragunda, n. 1947)

## Soprani(2)
- Birgit Nilsson, soprano svedese (Västra Karup, n. 1918 - Bjärlöv, † 2005)
- Christina Nilsson, soprano svedese (Sjöabol, n. 1843 - Stoccolma, † 1921)

## Tiratori di fune(1)
- August Nilsson, tiratore di fune e astista svedese (Enköping, n. 1872 - Stoccolma, † 1921)

## Zoologi(1)
- Sven Nilsson, zoologo e archeologo svedese (n. 1787 - † 1883)